# Nausigaster vanzolinii
Nausigaster vanzolinii är en tvåvingeart som beskrevs av Andretta och Carrera 1952. Nausigaster vanzolinii ingår i släktet Nausigaster och familjen blomflugor. Inga underarter finns listade i Catalogue of Life.